# Charles Lullier
Charles Lullier   (Mirecourt, 28 d'abril de 1838 - Panamà, 24 de juliol de 1891) va ser un militar francès amb un paper destacat durant la Comuna de París.

## Biografia
D'origen burgès, fou admès a l'Escola Naval de Brest l'any 1854 i esdevingué oficial de marina. Va publicar Essai sur l'histoire de la tactique navale et des évolutions de mer : la marine du passé et la marine contemporaine el 1867.
Provocador de tarannà bel·ligerant, va ser condemnat a dos mesos de presó pel tribunal del Sena per haver lluitat en un duel contra un secretari de notari al parc de Bagatelle el 3 d'octubre de 1868. Políticament implicat en el moviment republicà, Lullier va rebre el suport de Gustave Flourens i Henri Rochefort quan es va presentar a les eleccions legislatives de 1869 com a candidat «socialista revolucionari».
Esdevingut coronel de la Guàrdia Nacional durant la guerra francoprussiana de 1870, va servir a Tours amb l'exèrcit del Loira. Tornant a París, Lullier va ser nomenat comandant en cap de la Guàrdia Nacional pel comitè central després de l'aixecament del 18 de març de 1871 que va donar lloc a la Comuna de París. El 4 de juny va ser detingut i condemnat a mort, tot i que la condemna va ser commutada per treballs forçats a perpetuïtat a la colònia penal de Nova Caledònia. Més endavant, es va beneficiar de la llei d'amnistia de 1880 i va tornar a França el 6 de gener de 1881. Va celebrar el seu retorn amb la publicació d'un llibre de memòries titulat Mes cachots i presentant la seva candidatura a les eleccions legislatives de 1881 pel 10è districte de París on fou derrotat per Camille Pelletan.
Lullier va mantenir el seu compromís amb els ideals socialistes i va continuar escrivint a la premsa progressista. Va dirigir un diari republicà a Còrsega, La République de Bastia. Candidat a diputat per la circumscripció de Toló durant les eleccions legislatives de 1889, es va destacar pel seu comportament excèntric i exaltat. La seva vida va acabar a les antípodes. Reclutat com a agent a Panamà per a la Compagnie Générale Transatlantique el març de 1890, va morir en aquest càrrec l'any següent.

## Obra publicada
- Essai sur l'histoire de la tactique navale et des évolutions de mer : la marine du passé et la marine contemporaine, Paris, Tanera, 1867, 447 p.
- Mes cachots, Paris, Chez l'auteur, 1881, 454 p.